# Папский Антонианский университет
Папский Антонианский университет (лат. Pontificia Universitas Antonianum) — папский университет в Риме, принадлежащий ордену францисканцев (OFM). Здание университета расположено в квартале к северу от Латеранской базилики. Адрес — Виа Мерулана, 124.

## История
История университета восходит к основанной францисканцами в Риме в 1830 году Коллегии св. Антония Падуанского. Датой основания Антонианского института считается 1887 год, когда генеральный министр ордена братьев меньших (францисканцев-обсервантов) Бернардино дель Ваго реализовал идею создания в Риме учебного францисканского заведения. Академическая деятельность началась с благословения папы Льва XIII в 1890 году. Первоначально институт функционировал как миссионерский колледж без права присвоения академических степеней. Лишь в 1938 году был утверждён устав института, ему было присвоено звание папского и выдано право присваивать академические степени бакалавра, лиценциата и доктора членам францисканского ордена. Тогда же была утверждена структура института, состоящая из трёх факультетов — богословия, канонического права и философии.
11 декабря 2005 года в институте был открыт четвёртый факультет — библейских наук и археологии. Одновременно папа Иоанн Павел II предоставил Антониануму статус Папского университета.

## Деятельность
Университет издаёт философско-богословский журнал «Antonianum» (основан в 1926 году), где публикуются францисканские богословы разных стран мира. Также институт курирует критические издания сочинений известных францисканских богословов Средневековья, таких как Александр Гэльский и Иоанн Дунс Скот.
Студенты обучаются на четырёх факультетах: богословия, канонического права, философии и библейских наук и археологии. Существуют девять аффилированных с Антонианским университетом институтов, восемь из них аффилированы с факультетом теологии, один с факультетом философии, — в Бразилии, Эквадоре, Италии, Мексике, Демократической Республике Конго и Замбии.